# Роберт Джордж Вордлоу-Рамзі
Полковник Роберт Джордж Вордлоу-Рамзі (англ. Robert George Wardlaw-Ramsay; 25 січня 1852 — 22 квітня 1921) — офіцер британської армії та натураліст.

## Раннє життя
Батьком Вордлоу-Рамзі був Роберт Бальфур Вордлоу-Рамзі, а його мати Луїза була третьою дочкою Джорджа, восьмого маркіза Твіддейла. Він навчався в Чем і Харроу перед тим, як приєднатися до Гемпширського полку в січні 1871 року для дислокації в Індії, Афганістані та Бірмі.

## Орнітологія
Інтерес Вордлоу-Рамзі до птахів почався ще в дитинстві. У 1872 році (у віці 20 років) його обрали членом Британської спілки орнітологів, а пізніше (1913—1918) став її президентом. Він також був членом Зоологічного товариства. Під час служби в армії дуже цікавився місцевою орнітологією. Він був племінником Артура Гея, 9-го маркіза Твіддейла, і успадкував велику колекцію з понад 20 000 пташиних шкур, які пізніше були представлені Британському музею. Він також редагував «Орнітологічні праці Артура 9-го маркіза Твіддейла» (1881), а наприкінці свого життя писав «Путівник по птахам Європи та Північної Африки» (1923), який опубліковано посмертно.

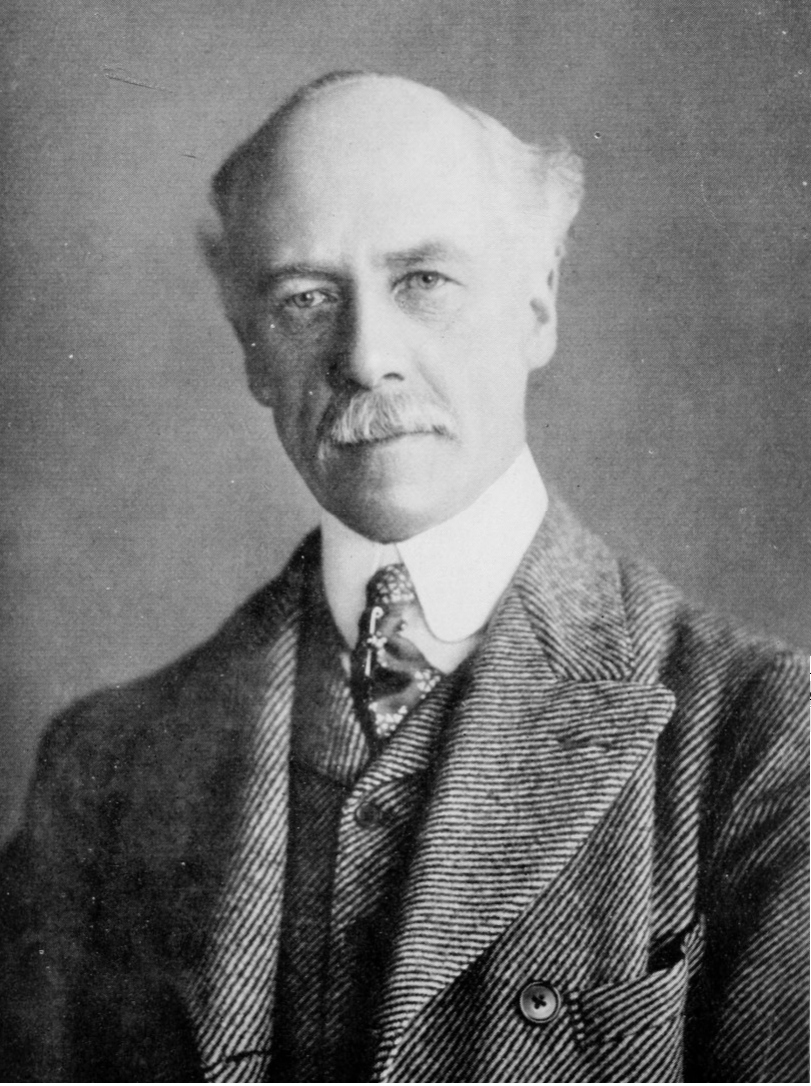
Фото у старшому віці

Він був одружений на старшій доньці Чарльза Свінтона Хогга, генерального адміністратора Бенгалії. Він активно листувався з іншими орнітологами в регіоні, і багато його нотаток опублікував Аллан Октавіан Юм у Stray Feathers.

## Військова кар'єра
Вордлоу-Рамзі брав участь у бойових діях під час Першої англо-афганської війни, а також служив на Бірмі та на Андаманських островах. Пізніше він приєднався до Гайлендського полку легкої піхоти, ставши командиром 7-го добровольчого батальйону королівських шотландців. Він звільнився з армії в 1882 році, незабаром після смерті свого батька, і почав працювати в графстві Мідлотіан, де служив заступником лейтенанта.